# كارلوس كوينتن
كارلوس كوينتن (بالإنجليزية: Carlos Quentin)‏ هو لاعب كرة قاعدة أمريكي، ولد في 28 أغسطس 1982 في بيلفلاوير في الولايات المتحدة.

## وصلات خارجية
- كارلوس كوينتن على موقع دوري كرة القاعدة الرئيسي (الإنجليزية)
- كارلوس كوينتن على موقعبيزبول رفرنس.كوم (الدوري الرئيسي) (الإنجليزية)
- كارلوس كوينتن على موقعبيزبول رفرنس.كوم (الدوري الثانوي) (الإنجليزية)
- كارلوس كوينتن على موقع إي إس بي إن.كوم (أم.أل.بي) (الإنجليزية)
- كارلوس كوينتن على موقع مشجعي الرسوم البيانية (الإنجليزية)